# Maria-Magdalena-Kathedrale (Warschau)
Die Maria-Magdalena-Kathedrale (polnisch Sobor metropolitalny Świętej Równej Apostołom Marii Magdaleny w Warszawie; russisch Собор Святой Равноапостольной Марии Магдалины) ist eine polnisch-orthodoxe Kathedrale in Warschau. Sie befindet sich an der Kreuzung der Straßen Aleja „Solidarności“ und Ulica Targowa im Warschauer Stadtteil Praga-Północ, die Anschrift lautet Aleja „Solidarności“ 52. Die Kathedrale ist die Metropolitankirche der orthodoxen Glaubensgemeinschaft in Polen. Das im byzantinisch-russischen Stil erbaute Gebäude wurde im Juli 1965 unter Denkmalschutz gestellt.

## Geschichte
Der Bau der Kirche an der zentralen Lage auf der rechten Weichselseite sollte einerseits den russischen Herrschaftsanspruch im damaligen Weichselland demonstrieren; zusammen mit dem 400 Meter entfernten, im Stil des Klassizismus errichteten Bahnhof Dworzec Petersburski – der zwei Jahre vorher errichtet worden war – bildete sie ein beeindruckendes russisches Ensemble entlang der damaligen Hauptverkehrsstraße Ulica Wileńska. Außerdem wurde so der ständig wachsenden russischsprachigen Bevölkerung Pragas wie auch den dort stationierten Garnisonssoldaten die Möglichkeit zum Besuch eines nahegelegenen Gotteshauses gegeben; bis zur Eröffnung der Kirche mussten die Gläubigen den weiten Weg über die Most Kierbedzia zur orthodoxen Dreifaltigkeitskirche bei der westlich der Weichsel gelegenen Altstadt nehmen.
Die Initiatoren des Baus der Kirche in Praga waren unter anderem Fürst Wladimir Alexandrowitsch Tscherkasski und der Generalmajor und hohe Warschauer Beamte Jewgienij Rożnow (1807–1875). Die Idee des Kirchenbaus wurde von den russischen Behörden unterstützt, die Genehmigung erteilte der russische Statthalter im Polen, Friedrich Wilhelm Rembert von Berg. Im Jahr 1866 wurde ein Baukomitee gebildet. Die Grundsteinlegung erfolgte am 14. Juni 1867. Der Entwurf zum Bau stammte von dem russischen Architekten Nikolai A. Sychew (1816–1904), die Bauausführung leitete der ebenfalls russische Militäringenieur und Oberst Palitsyn. Die Innenräume wurden mit Fresken, Ikonenmalerei, Ikonostasen und Mosaiken ausgestattet, die ausschließlich russische Künstler schufen, z. B. Wassili Wassiljewitsch Wassiljew. Die Schutzpatronin der Kathedrale ist Maria Magdalena, deren Ikone wurde von der Zarin Maria Alexandrowna gestiftet. Am 29. Juni 1869 wurde die Kirche geweiht.
Das Gebäude ist in zweigeschossiger Tempelform im byzantinischen Stil mit fünf Kuppeln gestaltet. Der Grundriss entspricht einem griechischen Kreuz. Das Walmdach wird von einer zentralen Kuppel, aufsitzend auf einem achteckigen Turm, gekrönt. Daneben befinden sich vier kleinere, ebenfalls kuppelbedeckte Glockentürme, deren insgesamt 10 Stahlglocken in Westfalen gegossen wurden. Auf den Kuppeln stehen orthodoxe Kreuze.
Nach der Wiedererlangung der Unabhängigkeit Polens wurde der Großteil der orthodoxen Kirchengebäude in Warschau abgerissen oder umgewidmet. In den 1920er Jahren erwogen die örtlichen Behörden, auch die Maria-Magdalena-Kirche abzureißen. 1926 wurde entschieden, sie zu behalten. Bereits 1922 war sie zur Metropolenkathedrale geworden, nachdem die bisherige Kathedrale abgerissen wurde. Während des Warschauer Aufstands in der Besatzungszeit des Zweiten Weltkriegs wurde infolge deutschen Beschusses die Hauptkuppel der Kirche beschädigt und ein Feuer brach aus. Nach dem Krieg wurde die Kathedrale wieder instand gesetzt. 1985 erhielt die Kirche Reste (Mosaikfragmente, eine Malachitsäule) der 1926 abgerissenen Alexander-Newski-Kathedrale auf dem heutigen Piłsudski-Platz.